# Rovaniemi
Rovaniemi (Noord-Samisch: Roavvenjárga) is het bestuurlijk centrum van het Finse landschap Lapin maakunta. De stad ligt vrijwel op de poolcirkel, waar twee rivieren, de Kemijoki en de Ounasjoki samenvloeien. De stad heeft ongeveer 35.000 inwoners. Op 1 januari 2006 werd de aangrenzende gemeente bij de stad gevoegd, waardoor de nieuwe gemeente 64.535 inwoners telt (2022) en een landoppervlakte van 7.581,37 km² heeft.

## Geschiedenis
De streek waar Rovaniemi ligt wordt waarschijnlijk al sinds de steentijd onafgebroken bewoond. Op grond van archeologische vondsten wordt aangenomen dat de streek in de eerste eeuwen na Christus bezocht werd door reizigers vanuit Karelië en de kust van de Noordelijke IJszee.

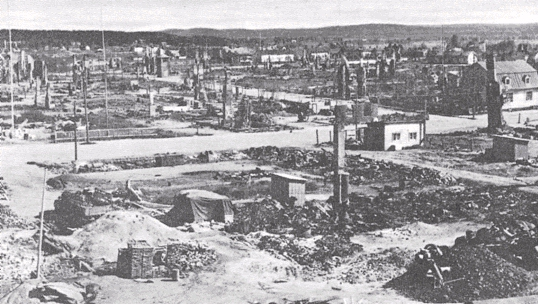
Rovaniemi in 1945

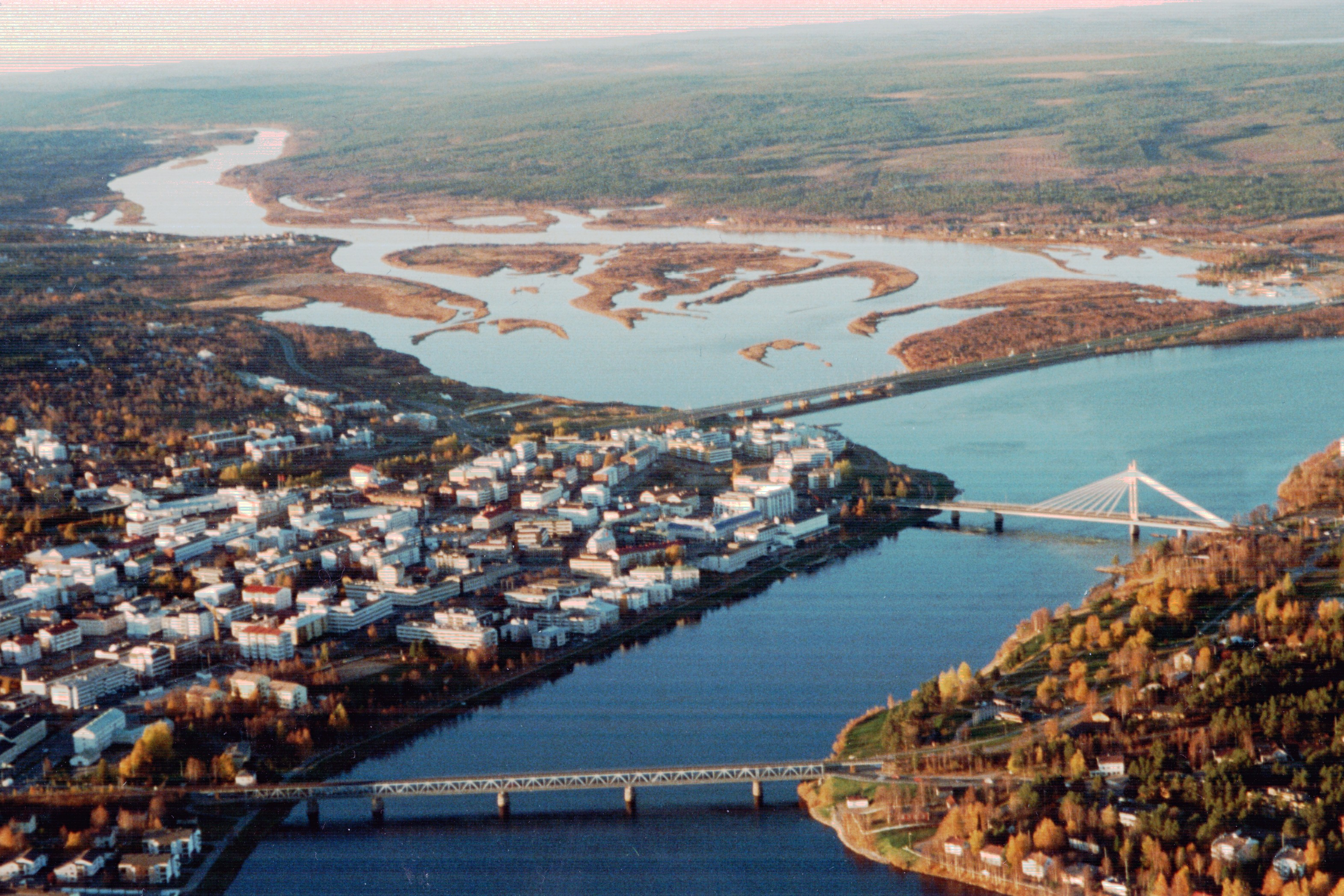
Uitzicht op Rovaniemi

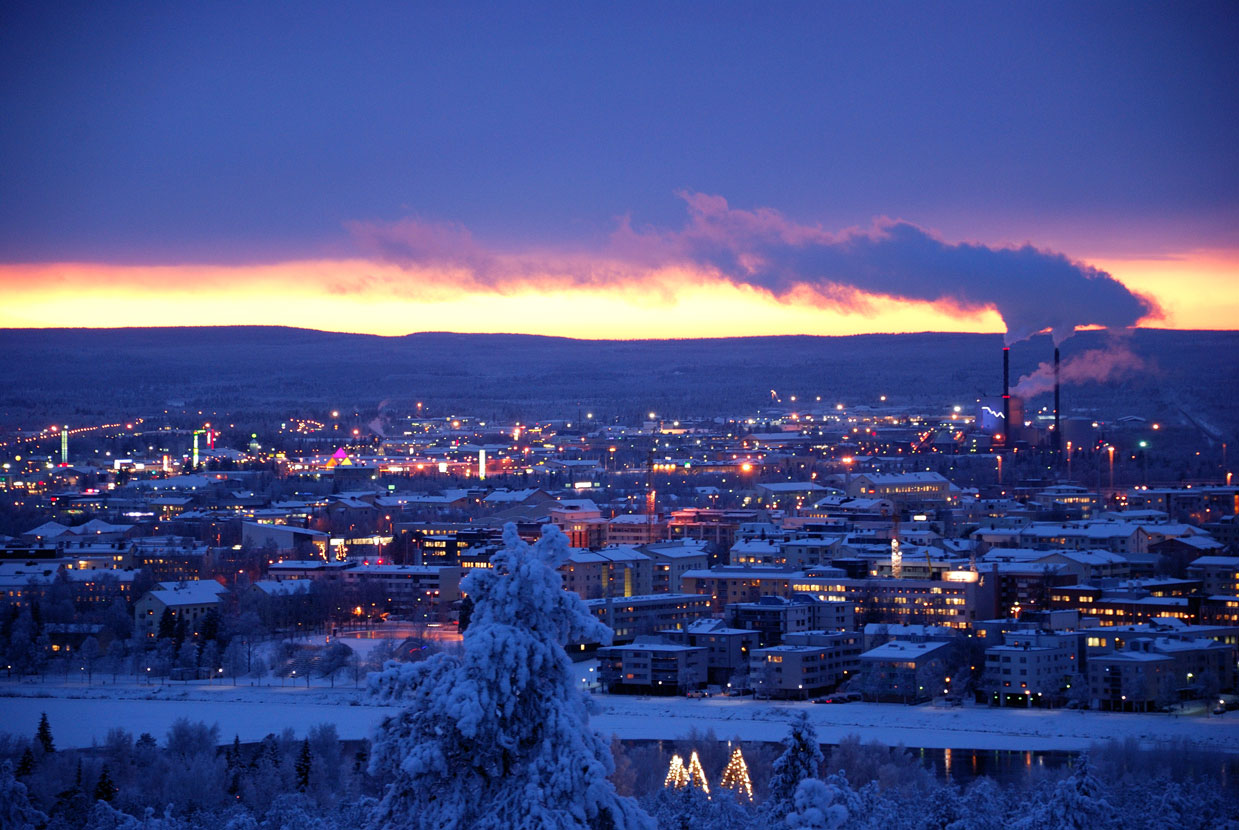
Het centrum van Rovaniemi

In de 19e eeuw kende Rovaniemi een sterke groei. Die hing samen met het begin van het 'ontginnen' van de natuurlijke rijkdommen van Lapland, de bossen. De opkomende houtindustrie zorgde voor een toestroom van werkkrachten, waarvan Rovaniemi als handelscentrum kon profiteren. In 1938 werd de stad de 'hoofdstad' van Lapland.
Rovaniemi werd vrijwel compleet verwoest tijdens de Laplandoorlog, de oorlog tussen Finland en Duitsland in de nadagen van de Tweede Wereldoorlog (1944). De stad werd na de oorlog geheel opnieuw opgebouwd naar een plan van de architect Alvar Aalto die zich daarbij baseerde op de vorm van een rendiergewei.
Het geeft de stad enerzijds een moderne indruk, maar aan de andere kant is er wel erg veel grijs beton aanwezig. De snelweg E75 snijdt de stad in tweeën.

## Economie en toerisme
Als bestuurscentrum voor Lapland huisvest Rovaniemi veel overheidsinstanties. Daarnaast is de stad een centrum van toerisme. Het is immers niet alleen de hoofdstad van Lapland, maar ook de poort naar Lapland. Rovaniemi is de laatste grote stad als je vanuit het zuiden komt. Ten noorden ervan vindt men de uitgestrekte en ruige natuur.
De stad heeft een directe treinverbinding met Helsinki en verder heeft het een internationaal vliegveld (ook militair). Bovendien is de stad via de E75 aangesloten op het internationale verkeersnetwerk en heeft een busstation met verbindingen naar haast alle plaatsen in Lapland.
Rovaniemi is ook een studentenstad. Er is een universiteit, de Universiteit van Lapland en een Technische Hogeschool. Naar schatting zijn 10.000 van de 35.000 inwoners student.

## Kerstman
Wat Madrid is voor Sinterklaas, is Rovaniemi voor de Kerstman. Het grote verschil tussen beide is echter dat de residentie van de Kerstman voor kinderen daadwerkelijk te bezoeken is. Even buiten de stad op de poolcirkel ligt het Santa Park. Het is van ver te herkennen aan de autobussen vol toeristen, zelfs in de zomer, wanneer Rovaniemi een stopplaats is voor bustochten naar de Noordkaap. Een van de lokale voetbalclubs is ook naar de Kerstman vernoemd: FC Santa Claus.

## Lordi
Rovaniemi is de thuishaven voor de bekende band Lordi. Ze wonnen o.a. het Eurovisiesongfestival in Griekenland in 2006 met hun nummer Hard Rock Hallelujah. Er is ook een plein naar Lordi vernoemd.
In 2014 ging de documentaire Monsterman in première over Lordi van de Finse regisseur Antti Haase. Deze documentaire won naast een prijs op het filmfestival van Austin Texas, ook een Finse filmprijs.

## Voetbal
Met RoPS heeft Rovaniemi een voetbalclub op het hoogste niveau van Finland. De club won in haar historie twee keer de Finse beker en haalde één keer de kwartfinale van de Europa Cup voor bekerwinnaars. Daarnaast is er de club FC Santa Claus op het derde niveau.

## Geboren in Rovaniemi
- Antti Hyvärinen (1932–2000), schansspringer
- Martti Kuusela (1945), voetballer en voetbalcoach
- Jouko Törmänen (1954–2015), schansspringer
- Pasi Tauriainen (1964), voetballer
- Tuomo Ylipulli (1965–2021), schansspringer
- Vesa Tauriainen (1967), voetballer
- Sami Keinänen (1973), bassist van Lordi
- Matti Hiukka (1975), voetballer
- Tomi Putaansuu (1974), zanger en oprichter van Lordi
- Hannu Manninen (1978), noordse-combinatieskiër
- Tanja Poutiainen (1980), skiester
- Pirjo Muranen (1981), langlaufster
- Mona-Liisa Malvalehto (1983-2019), langlaufster
- Harri Olli (1985), schansspringer
- Antti Autti (1985), snowboarder
- Janne Ryynänen (1988), noordse-combinatieskiër
- Andreas Alamommo (1998), schansspringer

## Partnersteden
- Kassel, Duitsland (sinds 1972)